# Pseudoacanthocereus sicariguensis
A Pseudoacanthocereus sicariguensis egy száraz trópusi erdőkből származó kaktusz, méretei miatt gyűjteményekben nem tartják.

## Jellemzői
Elfekvő bokrot képező növény, hajtásai 2 m hosszúak és 10–25 mm átmérőjűek lehetnek, zöldek, 2-8 bordára tagoltak, areoláin 6-10, 20 mm-nél rövidebb tövist visel. Virágai 160 mm szélesre nyílnak, fehérek. A termése tövises sárga bogyó, a pulpa fehér.

## Elterjedése
Kolumbia, Venezuela: Falcón, Lara, Zuila.